# Boulevard des Grandes-Prairies
Le boulevard des Grandes-Prairies est une voie située à Montréal.

## Situation et accès
Ce boulevard qui traverse les arrondissements Villeray–Saint-Michel–Parc-Extension et Saint-Léonard, relie le boulevard Pie-IX à l'ouest à la rue Pascal-Gagnon à l'est. 
Une bonne partie des zones que le boulevard des Grandes-Prairies traverse sont industrielles, bien qu'il y ait un petit secteur résidentiel à l'ouest (surtout des duplex) et quelques commerces (à l'est). Il est traversé tout près de la rue Pascal-Gagnon par l'embranchement Langelier du Canadien National.
Intersections notables
- Boulevard Pie-IX
- Boulevard Viau
- Boulevard Lacordaire
- Boulevard Langelier

## Origine du nom
Il porte le nom d'un ancien ruisseau appelé ruisseau Des Grandes-Prairies.

## Historique
À la fin des années 1950, l'ancienne municipalité de Saint-Léonard-de-Port-Maurice donne le nom de boulevard des Grandes-Prairies à cette artère qui suit généralement le cours de l'ancien ruisseau Des Grandes-Prairies. Cette dénomination a été reprise par la Ville de Montréal le 26 janvier 1970 pour le prolongement de cette voie vers l'ouest.

## Source
- Ville de Montréal. Bureau du patrimoine, de la toponymie et de l'expertise.